# Kristína Peláková
Kristína Peláková, född 20 augusti 1987, mer känd som Kristina, är en slovakisk sångerska.
2010 vann Kristína den nationella uttagningen till Eurovision Song Contest 2010 med låten Horehronie, där fick hon flest telefonröster av alla, och kom tvåa bland juryrösterna, vilket räckte till första platsen. Låten har som bäst legat #1 på den slovakiska spellistan. Den 25 maj 2010 deltog hon i den första semifinalen i Eurovision Song Contest, med lyckades inte med att ta sig till finalen den 29 maj.

## Diskografi

### Album
- 2008 - ....ešte váham
- 2010 - V sieti ťa mám

### Singlar
- 2008 - "Vráť mi tie hviezdy"
- 2008 - "Ešte váham"
- 2009 - "Stonka"
- 2010 - "Horehronie"
- 2010 - "Tak si pustím svoj song"
- 2010 - "V sieti ťa mám"
- 2011 - "Pri oltári"
- 2011 - "Life is a Game" (Officiell sång för Ishockey-VM 2011)
- 2011 - "Tajná láska"